# ソ・ギョンドク
徐 坰徳（ソ・ギョンドク、서경덕、1974年5月25日 - ）は、韓国の造園学者、反日・反中民族主義活動家。 韓国のマスメディアが反日・反中民族主義偏向の報道をする際に、民族主義的主張の代弁者として引用する主たる人物として知られる。2020年11月の「中韓キムチ論争」以降から中韓文化論争にも参加するようになり、中国側の主張批判に加わったため、中国側から批判されている。
専攻は造園学で、学位は農学修士。2007年から誠信女子大学校客員教授(教養学部)、2011年から専任教授へと出世。日本に関わる学位論文も専攻もしておらず、2016年に2004年に書いた修士論文自体への盗作が指摘されている。博士課程を修了したが博士号自体は保有していない。

## 経歴
ソウル特別市生まれ。成均館大学校造園学科へ進学。大学1年生のときからバックパッカーとして複数回ヨーロッパを旅行。当地の図書館に、中国や日本に比べ韓国の冊子が少ないことを知り、帰国後アルバイトで得た収入で英語による韓国広報本を30冊購入、再訪問のとき寄贈したと述べている。広告で大事なことについて、「客観性と正々堂々」「過大包装していないことを堂々と」と主張している。成均館大学校造園学科を卒業。2004年2月に高麗大学校大学院で造園学を専攻し、修士学位(園芸科学)を取得した。しかし、2016年に修士論文の64%が盗作など不正であることが判明している。

### 宣伝活動開始
2005年ニューヨーク・タイムズに、独島（竹島）広告を出した。以降からビビンパ、プルコギ、韓服などを「韓国文化と伝統を世界に知らしめる」という名目で韓国関連広告を出してきた。徐は集めた後援金などで広告を掲げる場所は、現地人向けに広報活動しているのではなく、韓国人へ自身の活動を広報するためなので「韓国人にとって有名な場所」に必ずしている。アメリカ合衆国で広報活動する場合には、ニューヨーク・タイムズスクエアの電光掲示板、ニューヨーク・タイムズ紙面、マディソン・スクエア・ガーデンの電光掲示板の3カ所である。
修士取得後は、高麗大学校ライフサイエンス大学院(生命科学大学院)で博士課程を修了したものの、博士号は取得出来ていない。

### 名門大の客員教授職獲得以後
メディアに報道されていた反日運動で評価されて2007年から韓国のソウルにある名門女子大学誠信女子大学校教養学部の客員教授(2011年専任教授に昇進)になった。「ソウルの名門女子大学」による客員教授としての採用もだが、国内外の有名大学博士号者でも獲得困難な「ソウルの名門女子大学に専任教授」として採用されていることへ学位や実績に見合わない栄転だと疑念が寄せられている。

### 李明博政権以降の韓国政府関与・専任教授職獲得以後
2010年から徐は、韓国政府関連の仕事に選出されることで国家公務員に準じる資格を得たりしている。当時は韓国右派政権である李明博政府当時の国家情報院の「民間人のコメント部隊長」のうちの一人であった。後に国情院から金銭授与していたことが報道され、当初は全面否定したもの金銭授与を認めている。同年、李明博政権における文化体育観光部(韓国における文化庁、観光庁、スポーツ庁を担当する省)の「海外文化広報院諮問委員」に選出され、韓国政府関連の職務も付与されだした。2011年には、李明博大統領直属の「国家ブランド委員会」の委員に選出。その同年に聖信女子大学校の客員教授から専任教授へ昇進している。
2011年1月末のキ・ソンヨンの猿真似騒動以降から「全世界旭日旗撲滅キャンペーン」を展開しだしたほか、それ以前から韓国人に向けた国外における韓国食アピールや竹島やら日韓関連の反日活動をしてきた。
慰安婦問題や徴用工問題、竹島問題など日韓間、韓国食や韓国文化など韓国に関わる、徐による宣伝や活動の特徴として、「現地人ではなく、韓国メディアによる関連報道を読む韓国人にアピールすること」を重視している。SNSを積極的に活用して宣伝しており、その発言は韓国メディアにもたびたび取り上げられている。
また、2020年以降は韓国文化と考えているキムチや韓服、「様々なアジア国家が記念する祝日」旧正月などの中国が起源主張することや中国側に沿った表記(「Chinese New Year（春節/中国節）」表記を「Lunar New Year」)については、中国も批判する。

## 反日・反中活動
- 2011年当時は韓国右派政権李明博時代の国家情報院の「民間人のコメント部隊長」のうちの一人であった。同年から国家ブランド委員会の委員になっていたが、同委員会は「李元大統領の側近で構成され、血税の浪費だけだった」と指摘を受けている組織であった[13]。
- 2012年3月29日、ニューヨーク・タイムズに慰安婦全面広告を掲載する[23]。
- 2012年10月5日、ニューヨークのタイムズスクエア広場に慰安婦謝罪要求広告を掲示[24]。この広告を請け負ったアメリカ現地の広告代理店から報酬未払いにより訴訟を起こされる[25]。
- 2012年10月29日、「留学生50人と共に日本の主要大学40校に従軍慰安婦問題に対する謝罪を求めるポスターを1万枚掲示した」と韓国マスコミに報告し、韓国最大の通信社・聯合ニュース、中央日報など韓国の主要紙に報道された[26]。しかしながら、J-CASTが対象とされた大学に対して行った問い合わせや追跡調査によれば、該当するポスターを発見できた大学はなかった。単純計算で1大学あたり250枚あるはずだが、大学担当者らによると何も見つかってないので、これは徐の捏造か虚言妄想だという結論と報道された[27]。
- 2013年1月、米GoogleやAppleが地図サービスで日本海と表記していることに抗議し、韓国の固有名称である東海に変更を求めるオンライン広告を、米紙ウォール・ストリート・ジャーナルのホームページに掲載した[28]。
- 2013年3月28日、竹島（独島）は韓国領であるという教育を施すための独島学校を開設し、初代校長に就任[29]。
- 2014年3月12日、テキサス・レンジャーズ所属の秋信守を起用し、韓国文化をPRするという目的のため、ニューヨーク・タイムズ紙一面広告でプルコギの広告を掲載した。この話題を取り上げた米公営ラジオ内は「米国のポップスターのジャスティン・ティンバーレイクが、英国の新聞にハンバーガーの驚くような味を宣伝しているようなもの」として紹介。米国の有力メディアであるスポーツ・イラストレイテッド、公営ラジオ局のNPR、広告業界専門紙のアドウィーク（ADWEEK）に批判的に報道された。ADWEEKから「今年1番の奇妙な広告」と酷評された。中央日報や京郷新聞は「広報を勉強している学生にこんなことをしてはいけないという例」とし、徐のような自称専門家の韓国人広告の問題について、広報対象が現地人でなく、韓国人に「私（たち）はこういうことをしています」と韓国メディアに報道させるため、つまり、徐の活動は全て国内向けだとし、民族主義は自国広告には何の助けにもならないと批判した。該当広告も「米国人には混乱と嘲笑だけを買う」と批評した。[30][31][32][33]
- 2014年5月28日、米紙ニューヨーク・タイムズに「デザインに旭日旗があしらわれている」として、サッカー・ワールドカップ日本代表のユニホームを糾弾する広告を出稿する。ブラジル大会で日本代表のユニホームを使用できないようにすることを最終目標に掲げている[34]。
- 2015年1月28日、アジアサッカー連盟に対してアジア・カップ公式ガイドブックに掲載された「旭日旗」による応援写真の削除を要求する書簡を送ったと発表した[35]。
- 2015年4月28日、日本の安倍晋三内閣総理大臣がアメリカ合衆国の連邦議会の上下両院合同会議で演説を行うことに反発し、ニューヨーク・タイムズ紙に「真珠湾攻撃を覚えてますか？」というタイトルで、真珠湾が黒煙に覆われた写真を添えた意見広告を掲載した。徐は「安倍首相が米国議会演説を控える中過去の歴史に対する心からの反省がない日本の姿を広く知らせ、世界的な世論を介して日本政府を圧迫していきたかった」と動機を語った[36]。
- 2015年9月24日、中国のインターネット検索サイトの「百度」「騰訊」「搜狗」などの地図情報が日本海と単独表記されていることに対して抗議活動をすることを発表した[37]。
- 2016年3月24日、ナイキ社が発売した「エア・ジョーダン12レトロ・ザ・マスター」のデザインが日本の旭日旗を連想させるとして、マイケル・ジョーダンや「ナイキ」のマーク・パーカー代表取締役ら役員に抗議書簡を送付したことを発表した[38]。
- 2020年12月8日、中国の百度にメールを送り、百度百科は「キムチが中国起源」と表記することに抗議した[19]。
- 2020年12月30日、中国の百度百科が「尹東柱を中国の朝鮮族」と表記することに抗議した[39]。
  - また、中国語版ウィキペディアの「朝鮮族」の項目で「世宗大王や金九などの朝鮮の歴史上の人物や、キム・ヨナやイ・ヨンエといった現代韓国の著名人が『朝鮮族』と記載されている」と指摘し批判している[40]。
- 2021年2月4日、イギリス・ロンドンのSugoi JPN Noritacosが、食品パッケージおよび店舗のシンボルとして旭日旗を用いたロゴを使っているとして、ロンドンのサディク・アマーン・カーン市長に対し、「くだんの問題は、韓国人という垣根を超えアジア諸国の人々の感情を逆撫でするものである。中枢都市がひとつであるロンドンで旭日旗を掲げるなどということは、断固として認められるものではない。」とメールにて抗議した。[41]。
- 2021年3月30日、百度にメールを送り、百度百科は「参鶏湯が広東料理起源」と表記することに抗議した[42]。
- 2021年5月20日、東京オリンピック・パラリンピック競技大会組織委員会のホームページの地図について、「地図を拡大すると独島（竹島）が日本領土のように表記されていることを発見した。IOCに表記訂正を求めるようメールした」と発表。これが発端となり、韓国内で「東京オリンピックボイコット」が議論されるなど問題化した[16]。
- 2021年10月8日、中国の百度百科は韓服を「漢服の一種」と呼び、「中国が起源」と歪曲するのに対し、オックスフォード英語辞典で「Hanbok」「Samgyeopsal」「Gimbap」などの韓国語由来の新語が登録されているのを紹介し、これをもって百度百科に修正を要求するとFacebookで表明した[20]。
- 2022年1月28日、Google カレンダーや国連などに対し、ソルラルの英語でのChinese New Yearの表記を改め、Lunar New Yearと表記すべきだと主張するキャンペーンを起こした[21]。
- 2022年6月23日、Googleに対し、Google翻訳でキムチの中国語表記を「泡菜」に訳するのを修正すると求めた[43]。
- 2022年9月2日、米大リーグ・エンゼルスのファンが大谷翔平選手が登場した際に旭日旗を広げて応援したという情報を受け、球団に抗議[15]。
- 2024年8月22日、全国高校野球選手権大会（甲子園球場）で初の決勝進出を決めた京都国際高等学校を巡り、NHKが韓国語校歌の歌詞「東海」を「東の海」として放送していることについて、NHKに抗議したと韓国メディアが21日、報じた[44]。

## 不祥事・不正
- 「混乱と嘲笑だけを買う」広告を繰り返していて、2014年に出した朝鮮料理広告がアメリカの広告業界専門紙アドウィークに「今年最も奇妙な広告」として失敗した広告と酷評される事態になった。中央日報は徐の広報の対象は現地人ではなく関連報道をする韓国メディアを読む韓国人であり、彼らに「こういうことをしている自分自身」を宣伝するために活動していると指摘されている。中央日報は徐による料理広告を韓国広報の害だとして、アメリカの有名紙や場所に広告を出す活動に「馬鹿でもお金さえあればできる。」「こうした形の民族主義は国の広報には何の助けにもならない。」と批判している[45][46]。
- 韓国保守政権の李明博大統領時代（2008〜13年）の国家情報機関による世論操作部隊「デックル部隊」の存在が2017年に発覚した。その際に国情院の職員が徐教授が関与しており、報酬を200万ウォンずつ複数回渡したことを証言した。報道直後に「事実無根だ。国情院の職員と連絡はとっていたが、金をもらった事実はない」と全面否定した。しかし、後に金銭授与していないは虚偽であり、「支援を受け、領収書に署名したことはある」と主張を変え、国情院から報酬を受け取っていたことは認めた[14]。
- 2016年4月25日、財団法人「大韓国人」理事長として、他の財団関係者2人とともに、寄付に関する法律違反・横領罪容疑でアウトドア企業ネパから告訴された[33][47][48]。朝鮮戦争におけるエチオピア人参戦者に衣料品を送る活動において、ネパは8万4600点の衣類、靴など約20億円規模の寄付品を「大韓国人」に提供し、送料分を国外で売却するのは容認したが、韓国国内で売却して値崩れを招くような事態だけはしないように要請した。しかし、「大韓国人」は活動の送料だとして、提供された約99%の8万4300点を韓国国内の販売代理店に横流しにした。更に財団法人「大韓国人」の預金口座に横流しで得た利益があることが判明した。徐は「配送コストのため売却することについてネパ社と同意があり、契約上合法である」と主張して横流ししたこと自体は否定しなかった。ネパは寄付品を徐から安く「仕入れた」販売代理店から、「徐の団体へ寄付した商品」を約20億円で買い直す事態になった。徐は名誉棄損だとして提訴取り下げを要求したが、ネパは拒否した[48]。2018年5月30日、ソウル中央地検は、徐に対して証拠不十分で「嫌疑なし」の結論を下したと明らかにした。
- 2004年に徐が高麗大学校在学時代に書いた修士論文『企業環境広報の技法研究および戦略モデル-造園分野を中心に』が論文全体114ページ中74ページという64％が他人の論文や文献などを盗作、コピペ、捏造したものと2016年に報道された[11][5]。徐は論文の半分以上を、他の文献からそのままコピペ、又は原著者の文章を区別するための引用符やインデントをしていなかった。更に、論文のあちこちで論文内容とは関係のない、実在していないソースを表記した虚偽引用も発見された。これに対して徐は「当時の論文製作過程で引用の基準が明確でなかった。」と主張した。そして、研究の水増し疑惑も報道されている[11]。